# تلمبه مهدی شریعتی
تلمبه مهدی شریعتی یک منطقهٔ مسکونی در ایران است که در دهستان قطرویه واقع شده‌است.